# کندرا زنوتو
کندرا زنوتو (انگلیسی: Kendra Zanotto؛ زادهٔ october ۳۰, ۱۹۸۱ (۴۳ سال)) ورزشکار شنای موزون اهل ایالات متحده آمریکا است.
وی در مسابقات کشوری و بین‌المللی در مجموع برندهٔ ۱ مدال برنز شده‌است.